# ЖНБЛ в сезоне 1996
Сезон ЖНБЛ 1996 — 16-й сезон женской национальной баскетбольной лиги, по окончании которого чемпионом, в третий раз, стала команда «Аделаида Лайтнинг».
В регулярном сезоне приняло участие десять клубов, столько же сколько и в прошлом. Регулярный чемпионат в этом сезоне стартовал 12 апреля, завершился же 1 сентября, MVP которого была признана форвард команды «Аделаида Лайтнинг», Рэйчел Спорн. Наставник клуба «Буллин Бумерс», Лори Чизик, была признана тренером года, а Джессика Бибби из команды «Данденонг Рейнджерс» — новичком года. Официально сезон 1996 года завершился 21 сентября, когда команда «Аделаида Лайтнинг» переиграла в финальной встрече команду «Сидней Флэймз» со счётом 80:65, а MVP финала была признана форвард «Лайтнинг» Мишель Гриффитс.

## Регулярный чемпионат
И = Игр, В = Выигрышей, П = Поражений, П% = Процент выигранных матчей
| Регулярный сезон |                               |    |    |    |      |
| #                | Команда                       | И  | В  | П  | П%   |
| 1                | Сидней Флэймз                 | 18 | 17 | 1  | 94,4 |
| 2                | Аделаида Лайтнинг             | 18 | 16 | 2  | 88,9 |
| 3                | Буллин Бумерс                 | 18 | 14 | 4  | 77,8 |
| 4                | Перт Брейкерс                 | 18 | 11 | 7  | 61,1 |
| 5                | Брисбен Блэйзерс              | 18 | 9  | 9  | 50,0 |
| 6                | Данденонг Рейнджерс           | 18 | 9  | 9  | 50,0 |
| 7                | Мельбурн Тайгерс              | 18 | 6  | 12 | 33,3 |
| 8                | Канберра Кэпиталз             | 18 | 5  | 13 | 27,8 |
| 9                | Хобарт Айлендерс              | 18 | 2  | 16 | 11,1 |
| 10               | Австралийский институт спорта | 18 | 1  | 17 | 5,6  |

## Финалы
Перед началом полуфинальных матчей клубы, занявшие в турнирной таблице четвёртое и пятое места, разыграли в так называемом финале устранения последнюю путёвку в финальные игры сезона, в котором 3 сентября команда «Перт Брейкерс» переиграла клуб «Брисбен Блэйзерс» со счётом 95:62.
| Полуфиналы      | Полуфиналы        | Полуфиналы |  |          | Предварительный финал | Предварительный финал    | Предварительный финал    |                          |                           | Большой финал             | Большой финал             | Большой финал |
| --------------- | ----------------- | ---------- |  | -------- | --------------------- | ------------------------ | ------------------------ | ------------------------ | ------------------------- | ------------------------- | ------------------------- | ------------- |
|                 |                   |            |  |          |                       |                          |                          |                          |                           |                           |                           |               |
| 7 сентября 1996 |                   |            |  |          |                       |                          |                          |                          |                           |                           |                           |               |
| 1               | Сидней Флэймз     | 57         |  |          |                       |                          |                          |                          |                           |                           |                           |               |
| 2               | Аделаида Лайтнинг | 54         |  |          |                       |                          |                          |                          |                           |                           |                           |               |
|                 |                   |            |  |          | 14 сентября 1996      | 14 сентября 1996         | 14 сентября 1996         |                          | 21 сентября 1996          | 21 сентября 1996          |                           |               |
|                 |                   |            |  |          | 2                     | Аделаида Лайтнинг        | 87                       |                          | 1                         | Сидней Флэймз             | 65                        |               |
|                 |                   |            |  |          | 4                     | Перт Брейкерс            | 55                       |                          |                           | 2                         | Аделаида Лайтнинг         | 80            |
| 8 сентября 1996 |                   |            |  |          |                       |                          |                          |                          |                           |                           |                           |               |
| 3               | Буллин Бумерс     | 58         |  |          |                       |                          |                          |                          |                           |                           |                           |               |
| 4               | Перт Брейкерс     | 75         |  | Легенда: | Легенда:              | Посев победившей команды | Посев победившей команды | Посев победившей команды | Посев проигравшей команды | Посев проигравшей команды | Посев проигравшей команды |               |

## Лидеры сезона по средним показателям за игру
| Показатель                       | Игрок         | Команда             | Всего | Игры | В среднем |
| -------------------------------- | ------------- | ------------------- | ----- | ---- | --------- |
| Очков в среднем за игру          | Джина Стивенс | Перт Брейкерс       | 375   | 18   | 20,8      |
| Подборов в среднем за игру       | Дженни Уиттл  | Брисбен Блэйзерс    | 189   | 17   | 11,1      |
| Передач в среднем за игру        | Дебби Блэк    | Хобарт Айлендерс    | 83    | 17   | 4,9       |
| Перехватов в среднем за игру     | Дебби Блэк    | Хобарт Айлендерс    | 86    | 17   | 5,1       |
| Блок-шотов в среднем за игру     | Дженни Уиттл  | Брисбен Блэйзерс    | 70    | 17   | 4,1       |
| Процент точных бросков с игры    | Салли Барни   | Брисбен Блэйзерс    | 26/42 | 13   | 61,9      |
| Процент точных 3-очковых бросков | Мишель Тиммс  | Сидней Флэймз       | 48/99 | 15   | 48,5      |
| Процент точных штрафных бросков  | Эллисон Кук   | Данденонг Рейнджерс | 68/74 | 18   | 91,9      |

## Награды по итогом сезона
- Самый ценный игрок женской НБЛ: Рэйчел Спорн, Аделаида Лайтнинг
- Самый ценный игрок финала женской НБЛ: Мишель Гриффитс, Аделаида Лайтнинг
- Новичок года женской НБЛ: Джессика Бибби, Данденонг Рейнджерс
- Лучший оборонительный игрок женской НБЛ: Талли Бевилаква, Перт Брейкерс
- Лучший снайпер женской НБЛ: Джина Стивенс, Перт Брейкерс
- Тренер года женской НБЛ: Лори Чизик, Буллин Бумерс

- Сборная всех звёзд женской НБЛ:
  - З Мишель Тиммс (Сидней Флэймз)
  - З Триша Фэллон (Сидней Флэймз)
  - Ф Джина Стивенс (Перт Брейкерс)
  - Ф Рэйчел Спорн (Аделаида Лайтнинг)
  - Ц Дженни Уиттл (Брисбен Блэйзерс)